# Marge Piercy
Marge Piercy (Detroit (Michigan), 31 maart 1936) is een Amerikaans schrijfster, dichter en feministe.

## Biografie
Marge Piercy werd tijdens de Grote Depressie in 1936 geboren in Detroit, Michigan als dochter van een joodse moeder en een presbyteriaans vader. Na haar middelbare studies aan de Mackenzie High School werd Piercy de eerste uit haar familie die verder ging studeren. Ze behaalde een BA aan de Universiteit van Michigan waar ze de Hopwood Award voor poëzie en fictie won en een MA aan de Northwestern-universiteit. Haar eerste dichtbundel Breaking Camp werd gepubliceerd in 1968. Haar liefde voor lezen werd ontwikkeld toen ze als kind aan bed gekluisterd was door acuut reuma en ze begon al op jonge leeftijd gedichten en fictie te schrijven. Piercy was een belangrijke feministische stem in de jaren 1960 in Nieuw Links en Students for a Democratic Society.
Marge Piercy huwde op jonge leeftijd met een Joods-Frans natuurkundige en ging in Frankrijk wonen. Maar Marge was gefrustreerd omdat hij haar schrijven niet serieus nam en ook de verwachting had dat ze de conventionele rol van de vrouw in het huwelijk op zich zou nemen. Ze scheidde en ging in Chicago wonen waar ze leefde met parttimejobs en het schrijven van gedichten terwijl ze actief was in de burgerrechtenbeweging. Met haar tweede echtgenoot, een computerdeskundige, waarmee ze een open huwelijk had, woonde ze in Cambridge, San Francisco, Boston en New York waar ze actief was als feministe en anti-oorlogsactiviste. Piercy en haar man verhuisden naar Cape God waar ze begon aan haar roman Small Changes die gepubliceerd werd in 1973. Ook haar tweede huwelijk eindigde in een echtscheiding in de jaren 1970. Piercy huwde in 1982 met de schrijver Ira Woods en ze schreven samen verscheidene boeken.
Piercy schreef in totaal zeventien romans, waaronder The New York Times Bestseller Gone To Soldiers (1988), de National Bestsellers Braided Lives (1982) en The Longings of Women (1994), en de bekroonde Woman on the Edge of Time (1976) en He, She and It (1991). Een aantal van haar werken behoren tot het sciencefictiongenre. Ze schreef negentien dichtbundels waarvan The Moon is Always Female als een feministische klassieker wordt aanzien en het autobiografische Sleeping with Cats (2002). Haar romans en poëzie focust op sociale en feministische onderwerpen maar in verschillende settings. He, She And It neemt plaats in de toekomst, City of Darkness, City of Light speelt zich af tijdens de Franse Revolutie terwijl andere romans zoals Summer People en The Longings of Women  geschreven zijn in de hedendaagse samenleving. 

### Romans
- Going Down Fast, 1969
- Dance The Eagle To Sleep, 1970
- Small Changes, 1973
- Woman on the Edge of Time, 1976
- The High Cost of Living, 1978
- Vida, 1980
- Braided Lives, 1982
- Fly Away Home, 1985
- Gone To Soldiers, 1988
- Summer People, 1989
- He, She And It (buiten de US: Body of Glass), 1991
- The Longings of Women, 1994
- City of Darkness, City of Light, 1996
- Storm Tide, 1998 (met Ira Wood)
- Three Women, 1999
- The Third Child, 2003
- Sex Wars, 2005

### Korte verhalen
- The Cost of Lunch, Etc., 2014

### Poëzie
- Breaking Camp, 1968
- Hard Loving, 1969
- Barbie Doll, 1973
- 4-Telling (met Emmett Jarrett, Dick Lourie, Robert Hershon), 1971
- To Be of Use, 1973
- Living in the Open, 1976
- The Twelve-Spoked Wheel Flashing, 1978
- The Moon is Always Female, 1980
- Circles on the Water, Selected Poems, 1982
- Stone, Paper, Knife, 1983
- My Mother's Body, 1985
- Available Light, 1988
- Early Ripening: American Women's Poetry Now (ed.), 1988; 1993
- Mars and her Children, 1992
- What are Big Girls Made Of, 1997
- Early Grrrl, 1999.
- The Art of Blessing the Day: Poems With a Jewish Theme, 1999
- Colours Passing Through Us, 2003
- The Hunger Moon: New and Selected Poems, 1980-2010, 2012
- Made in Detroit, 2015

### Andere werken
- "The Grand Coolie Damn" and "Song of the fucked duck" in Sisterhood is Powerful: An Anthology of Writings From The Women's Liberation Movement, 1970
- The Last White Class, (toneelstuk, samen met Ira Wood), 1979
- Parti-Colored Blocks For a Quilt, (essays), 1982
- The Earth Shines Secretly: A book of Days, (dagboek-kalender), 1990
- So You Want to Write, (non-fictie), 2001
- Sleeping with Cats, (memoires), 2002
- My Life, My Body (Outspoken Authors), (essays, poëzie & memoires), 2015

## Prijzen en nominaties
Piercy won in 1993 de Arthur C. Clarke Award met haar cyberpunkroman Body of glass
Marge Piercy werd in 2006 opgenomen in de Michigan Women's Hall of Fame.